# Teucholabis (Teucholabis) trifasciata xanticles
Teucholabis (Teucholabis) trifasciata xanticles is een ondersoort van de tweevleugelige Teucholabis (Teucholabis) trifasciata uit de familie steltmuggen (Limoniidae). De ondersoort komt voor in het Neotropisch gebied.